# Utopia of the Seas
Utopia of the Seas é um navio de cruzeiro construído para Royal Caribbean International. Ele será o sexto navio da Classe Oasis e está programado para entrar em serviço no verão de 2024 em Port Canaveral. Ele será o único navio da classe a não ter o título de maior navio de cruzeiro do mundo. Utopia é o segundo maior navio de cruzeiro do mundo ficando atrás apenas do Icon of the Seas também da Royal Caribbean.

## História
Em 18 de fevereiro de 2019, a Royal Caribbean anunciou um pedido de um sexto e último navio de cruzeiro da classe Oasis. Ele será o primeiro da classe a ser movido a gás natural liquefeito.

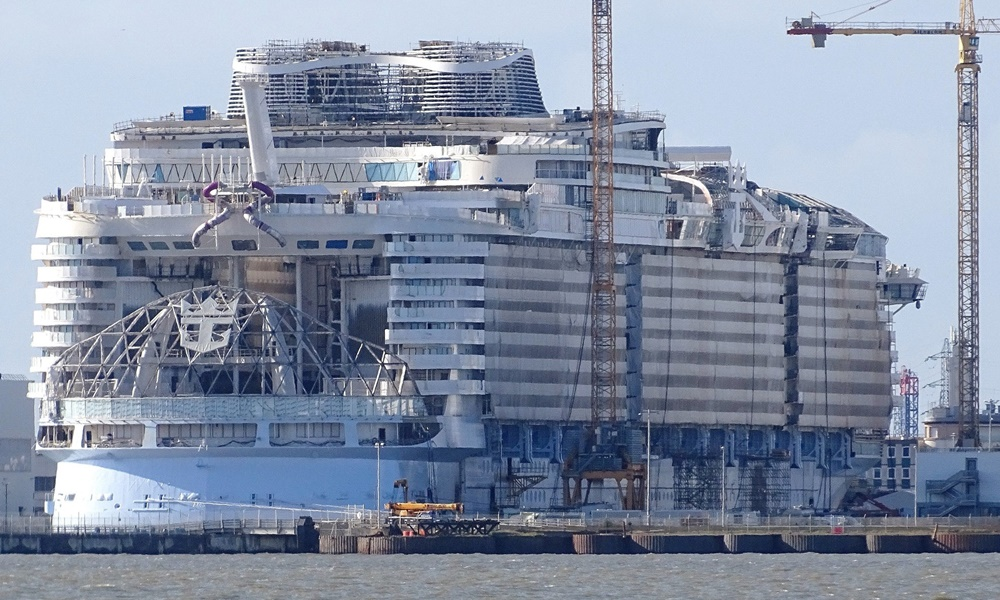
Utopia of the Seas em construção em abril de 2023.

A Royal Caribbean solicitou o registro da marca Utopia of the Seas em 2021, dentre 23 outros nomes de navios.
Em 5 de abril de 2022, a Royal Caribbean anunciou o nome Utopia of the Seas e a cerimônia de corte do aço.
Os tanques de GNL foram construídos pela Wärtsila e entregues em novembro de 2022.